# Phrodus microphyllus
Phrodus microphyllus ist eine Pflanzenart in der Familie der Nachtschattengewächse (Solanaceae). Es ist die einzige Art der Gattung Phrodus.

## Beschreibung

### Vegetative Merkmale
Phrodus microphyllus ist ein aufrecht wachsender, unbewehrter, vielverzweigter Strauch, der einen leicht übelriechenden Geruch hat und zwischen (selten 0,3) 0,5 bis 1 (selten bis 2) m groß wird. Die Zweige sind spröde, gerade die älteren sind recht zugespitzt. Die runzelige Rinde ist zunächst behaart, wird mit dem Alter jedoch glatt. Das Mark beinhaltet recht häufig Kristallsand, Steinzellen fehlen jedoch. Das innenliegende Phloem ist faserig, das äußere Gewebe jedoch nicht.
Die aufsitzenden, umgekehrt eiförmigen und elliptischen Laubblätter stehen in Büscheln an Kurztrieben. Sie sind nur 2 bis 8 mm lang und mit drüsigen, zwei- bis dreizelligen Trichomen von einer Länge zwischen 50 und 850 µm besetzt.

### Blüten
Die nickenden Blüten stehen einzeln in den Achseln. Der radiärsymmetrische Kelch ist (7) 8 bis 11 (14) mm lang, die fünf beinahe dreieckigen Kelchzipfel sind gleich lang wie die Kelchröhre, nur seltener auch etwas länger oder kürzer. Die weiße, gelbe oder weiß-gelbliche, breit trichterförmige Krone ist radiärsymmetrisch oder leicht zygomorph und (16) 19 bis (25) mm lang. Die fünf, vorn abgerundeten Kronlappen sind etwa 2 bis 2,5 mal so breit wie lang, die Kronröhre ist sechs bis achtmal länger als die Kronlappen. Nach der Blühphase wird die Krone komplett abgeworfen, ohne einen Gewebering um den Fruchtknoten herum zu hinterlassen.
Die Staubblätter stehen über die Krone hinaus, die Staubfäden sind leicht unterschiedlich lang, pfriemförmig und vier bis sechsmal so lang wie die Staubbeutel. Sie setzen im unteren Drittel der Kronröhre an und sind kurz oberhalb der Basis dicht behaart. Die Staubbeutel sind 2 bis 3 mm lang, die Theka stehen im unteren 1/3 frei voneinander. Die zu Gruppen kombinierten, etwa 22 µm großen Pollenkörner sind trizonocolpat (die drei Keimfalten liegen am Pollenäquator), die Pollenkornoberfläche (Exine) ist streifig-netzartig aus gleichmäßigen, engen Striae (Rinnen) und Muri (Wänden) genannten Strukturen.
Der Griffel steht terminal, die Narbe ist scheibenförmig, leicht zweilappig. Die auffälligen Nektarien sind rot und eingestülpt-zweilappig.

### Früchte und Samen
Die Früchte sind kugelförmige Beeren von 8 bis 15 mm Durchmesser und enthalten ein bitteres, schleimiges Sekret. Die Früchte sind von einem sich vergrößernden, offenstehenden Kelch umschlossen. In den außen liegenden Polen des Mesokarp befinden sich zwei größere Steinzellen mit einer Größe von etwa 4 × 1,5 × 1,5 mm. Die Samen sind nierenförmig, eingedrückt, 2 bis 3 mm lang, die Samenoberfläche ist fast glatt, leicht netzartig. Der Embryo ist nahezu schraubenförmig gebogen, die Keimblätter sind leicht kürzer als der restliche Embryo.

### Weitere Merkmale
Die Basischromosomenzahl beträgt {\displaystyle x=12}.

## Vorkommen
Die einzige Art der Gattung Phrodus kommt relativ häufig in einem Gebiet der westlichen Hänge der Anden vor, hauptsächlich in Chile zwischen den 26. und 31,5. südlichen Breitengraden. Sie wächst in einer Höhe zwischen (500) 700 bis 2.300 (2.900) m Meereshöhe.

## Systematik
Die Gattung Phrodus wird innerhalb der Systematik der Nachtschattengewächse zusammen mit den Gattungen Bocksdorne (Lycium) und Grabowskia in die Tribus Lycieae eingeordnet. Phylogenetische Untersuchungen des Tribus zeigten, dass die Tribus monophyletisch ist, die beiden Gattungen Phrodus und Grabowskia jedoch innerhalb der Bocksdorne platziert sind. Phrodus bildet dabei eine Schwesterklade zu fast allen Arten der Gattung Lycium. Ausnahme sind einige Arten, die sich durch Steinkörper in den Früchten, meist weißen, hängenden, relativ großen Blüten mit Kelchzipfeln länger als die Kelchröhre und flachen, oftmals blaugrünen Blättern auszeichnen. Die Gattung Grabowskia ist eine Schwesterklade zu dieser letztgenannten Gruppe der Lycium-Arten.